# Wolf Ditrich Niemeier
Wolf-Dietrich Niemeier (Göttingen, 1947. május 1. –) német klasszikus régész.

## Életpályája
1947. május 1-én született Göttingen, a göttingeni Georg-August Egyetemen majd, a Mannheim-i és a Heidelbergi Ruprecht Karl Egyetemen folytatta tanulmányait. 1971 óta rendszeresen részt vett különböző ásatásokon Olaszországban, Görögországban, Izraelben és Törökországban. 1976-ban Wolf-Dietrich Niemeyer a Mannheim-i Egyetemen, Wolfgang Schiering alatt, a "Knossosi palota kerámiái" című munkájával védte meg disszertációját. 1979-től 1982-ig kutatási asszisztens volt a Marburg Egyetem őskori szemináriumán, majd 1983-tól 1986-ig a Német Régészeti Intézet athéni tanszékének általános tanácsadója.
1986-ban Niemeier a Freiburg Egyetem Klasszikus Régészeti Intézetének C3 professzora, 1991-től a Heidelbergi Egyetem Régészeti Intézetében tanított. 2001-ben a Német Régészeti Intézet athéni tanszékének első igazgatója lett, e pozícióját 2012-ben való nyugdíjazásáig megtartotta. 2013. január 12-től Athénban utódja Katja Sporn lett.

## Munkássága
Wolf-Dietrich Niemeier a Német Régészeti Intézet teljes jogú tagja és az osztrák Régészeti Intézet valódi tagja. 2002-ben a Liègei Egyetem tiszteletbeli doktorátust kapott. Különlegességei közé tartozik az égei-tengeri régészet, amellyel számos kiadványban foglalkozott. Heidelbergben, Jörg Schäfer utódjaként képes volt folytatni a klasszikus régészet második professzora hagyományát, az égei korszakra összpontosítva. Szakértője az égei-tengeri minoszi és mikénéi kultúráknak. Már a knósszoszi palota kerámiáival kapcsolatos disszertációjában is a Szantorini vulkán kitörését követő krétai idővel és kulturális változásokkal foglalkozott.